# سیارک ۱۰۶۶۹
سیارک ۱۰۶۶۹ (به انگلیسی: 10669 Herfordia، نامگذاری:1977FN) ده هزار و ششصد و شصت و نهمین سیارک کشف شده‌است که در ۱۶ مارس ۱۹۷۷ کشف شد.